# Wu Mulan
Wu Mulan, född 1887, död 1939, var en kinesisk feminist. Hon var en ledande medlem i Kinas första förening för kvinnlig rösträtt, Nüzi chanzheng tongmenghui (1912-1913).